# Zosterops luteirostris
Zosterops luteirostris là một loài chim trong họ Zosteropidae.